# Les Rigolus et les Tristus
Les Rigolus et les Tristus è una serie di fumetti creata nel 1969 da Jean Cézard (disegni e sceneggiatura) per il giornale Pif Gadget, che è apparsa regolarmente fino al 1973, alternandosi alle avventure di Arthur le fantôme justicier. Gli episodi della serie sono stati ripubblicati da Pif Gadget negli anni '80 e '90, dopo la morte dell'autore.
Questi personaggi sono apparsi per la prima volta in un episodio di Arthur le fantôme, intitolato Un monde joyeux..., nel giornale per ragazzi Pif Gadget nel n. 13 (Vaillant n.1251) del maggio 1969. L'autore ha realizzato anche la copertina di questo primo numero.
Situato nella galassia "Lepiédecheze", il pianeta dei Rigolus e dei Tristus, è un mondo bicolore, rosso e verde, su cui un giorno atterra Arthur il fantasma con la sua astronave. Lì scopre due popoli in conflitto che hanno risolto a modo loro il problema delle perdite in battaglia. Infatti, ai protagonisti basta far ridere o piangere gli avversari, utilizzando giochi di parole, per fargli cambiare schieramento e colore: rosso per il Rigolus, verde per il Tristus.
L'idea piacque subito ai lettori e rapidamente acquista una propria autonomia, in cui le tavole di Arthur ritornano solo con brevi apparizioni.
I dialoghi della serie sono ricchi di giochi di parole, soprattutto tra i Rigolus.
L'omaggio di Jean Cézard ad Asterix è esplicito, poiché fin dal primo episodio i Tristus vengono sconfitti, ad eccezione di un piccolo gruppo, i Tristus cronici, guidati dal loro capo Taciturnus-Rictus-Amerus e dal suo vile vicecomandante Morfondus, la cui base si trova sulle montagne di Funébrus.

## Personaggi principali
Rigolus e Tristus hanno una morfologia curiosa. Innanzitutto, non hanno gambe. I loro piedi sono direttamente collegati alle anche, il che significa che saltano per spostarsi e fanno grandi salti invece di correre. In secondo luogo, sono tutti calvi. L'unica volta che vediamo i capelli è quando lo scienziato Rigolus Petimalinus inventa un dispositivo per farli crescere. Inoltre, nella serie non si vedono mai donne o bambini, tranne nelle rare occasioni in cui la sceneggiatura lo richiede.
I Rigolus sono caucasici ("bianchi") e indossano abiti rossi. I Tristus sono blu e indossano abiti verde scuro. Quando un Rigolus si trasforma in un Tristus, o viceversa, anche la sua uniforme cambia colore. Questo non viene mai spiegato. Ci sono tuttavia delle eccezioni, quando lo scenario lo richiede, in cui si vedono membri di uno schieramento indossare i colori dell'altro schieramento per poterlo meglio spiare.
Il confine tra i Paesi Rigolus e Tristus è segnato da una linea tratteggiata, che forma un grande cerchio intorno all'intero pianeta. Il confine si sposta, crescendo o restringendosi in modi inspiegabili, a seconda del rapporto della densità di popolazione Rigolus/Tristus. Il territorio di Rigolus è caratterizzato da colori caldi e chiari in cui predominano il rosso e il giallo, mentre il paese di Tristus è caratterizzato da colori scuri in blu e verde scuro. In generale, il pianeta viene presentato ai lettori come 50%-50% Rigolus-Tristus, ma spesso si può notare che nelle terribili sconfitte dei Tristus, il loro paese è un piccolo cerchio verdastro su un pianeta color sabbia.

### Les Rigolus
Vivono principalmente a Rigolus-Ville, la capitale del paese di Rigolus.
Jubilus: è il capo di Rigolus. Affabile, ride continuamente mentre si prende cura dei suoi collaboratori. Spesso incoraggia Petimalinus a inventare macchine per contrattaccare il Tristus. È facilmente riconoscibile per il suo collare.
Petitmalinus: è lo scienziato Rigolus, è il migliore amico di Jubilus e le sue invenzioni sono talvolta temibili. A volte entra in conflitto con il suo rivale Deplorus. È riconoscibile dal suo cappello rosso e arancione.

### Il Tristus
Vivono sui monti Funebrus, nascondendosi in grotte o tunnel sotterranei.
Taciturnus: è il leader dei Tristus. È ostile ai Rigolus e vorrebbe conquistare l'intero pianeta. I suoi piani spesso falliscono a causa di Deplorus, che odia sopra ogni altra cosa. È riconoscibile perché ha un grosso naso, è magro e ha una "T" ricamata sui vestiti.
Morfondus: è l'anima dannata di Taciturnus. È molto fedele al suo padrone e disprezza Deplorus. È un "mezzo Tristus" perché nell'unico albo pubblicato ha la maschera che lo rende riconoscibile che viene tolta da Arthur il fantasma e si scopre una testa di Rigolus. In un altro episodio, quando si toglie la cuffia, descrive la sua condizione come un difetto di nascita, il che non cambia il fatto che è davvero un Tristus.
Deplorus: questo è lo studioso Tristus. Rivale accanito di Petitmalinus, le sue invenzioni funzionano più o meno bene, ma i Rigolus lo superano in astuzia e fanno di Deplorus Taciturnus il suo fustigatore.

### Pagine esterne
- Échec en blanc. Une aventure complète des aventures des Rigolus et des Tristus.
- Référence des épisodes sur bdoubliees.com

1. ↑   Christophe Quillien, Pif gadget : 50 ans d'humour, d'aventures et de BD, 2018,  pp. FR, ISBN 978-2-258-15260-1, OCLC 1089413076. URL consultato il 19 dicembre 2022.
2. ↑   Rigolus et tristus dans Hop !, su bdoubliees.com. URL consultato il 19 dicembre 2022.
3. ↑   Rigolus et tristus (Rigolus infos, Rigolus-journal) dans Vaillant/Pif, su bdoubliees.com. URL consultato il 19 dicembre 2022.
4. ↑  (FR) Jean Cezard, Les rigolus et les tristus, 1986, ISBN 978-2209058693.